# Pierre Dufour (homme politique français)
Pour les articles homonymes, voir Pierre Dufour et Dufour.
Pierre Dufour, né le 29 juillet 1901 à Dompierre-les-Ormes, et mort le 13 septembre 1986  à Charolles, est un homme politique français,  parlementaire de Saône-et-Loire.

## Biographie
Il est élu en 1958, dans la circonscription de Charolles.

## Mandat
Il est député de la deuxième circonscription de Saône-et-Loire (1958-1962), sous l'étiquette des Indépendants et paysans d'action sociale.